# Seascale
 (novembre 2011).
Le contenu est difficilement compréhensible vu les erreurs de traduction, qui sont peut-être dues à l'utilisation d'un logiciel de traduction automatique.
Seascale est un village anglais d’environ 1 750 habitants et 700 maisons. Il est devenu civil parish (« paroisse civile ») en 1897 en intégrant les anciens parishes de Drigg et Gosforth (les deux communes voisines) fait face à la mer d'Irlande et aux dunes, sur la côte du Cumbria dans le nord-ouest de l’Angleterre situé au sud de St Bees et au nord de Ravenglass. 

Le village est situé à trois kilomètres du complexe de retraitement de déchets radioactifs (plutonium en particulier) de Sellafield. 
Il est depuis les années 1980 connu du monde scientifique et médical pour un nombre statistiquement anormalement élevé de leucémie de l'enfant, maladie qui peut être déclenchée par une irradiation (qui a un temps été attribué à l’irradiation des spermatozoïdes du père, hypothèse ensuite rejetée,, mais dont les causes possible ou plausibles ont ici été beaucoup discutées,,, sans à ce jour avoir trouvé un total consensus entre ONG, gestionnaire de Sellafield et des autorités nucléaires, l'une des hypothèses étant que cette maladie puisse aussi être plus fréquente chez l’enfant dans des communautés à fort brassage de population (mais pour des raisons encore incomprises et qui pourraient s'avérer très difficile à élucider, si l’agent est une cause commune et la réaction une réponse exceptionnelle).

## Histoire
Le nom de la commune laisse penser qu'elle a été habitée par des colons Vikings venus de Scandinavie, probablement avant l'an 1000 ; peut-être à l'époque du roi Harold Fairhair, qui ayant juré vengeance contre les nombreux Vikings qui occupaient l'Irlande, les a obligé à fuir de l'autre côté de la mer d'Irlande, sur la côte cumbrienne, peu après 885. 

Il semble être dérivé de skali, le nom donné par les Normands à une cabane en bois ou un abri. Beaucoup d'autres noms de lieu normands ont été retrouvés dans la région, dont, Skala Haugr, (la colline près de l'abri), et Whitriggs, hvitihrgger (la crête blanche). Comme les Scandinaves ont aussi pénétré l'intérieur (laissant d’autres noms dérivés de Skalar), Seascale pourrait faire référence à un lieu d’escale et de débarquement sur le littoral.
La première référence écrite à Seascale date de la période 1154-1181, quand un Aldwin de Seascale a été témoin d'un acte relevés par le prieuré Wetheral. Une autre référence précoce date de 1200 environ. Elle figure dans une Charte de Roger de Beauchamp concernant le prieuré de St Bees. Elle stipule que les terres qu'il a donné à ce monastère était proche Leseschalis ou Seascale, sur la côte. 
À cette époque, Alan de Coupland et William de Wabyrththwaite ont accordé des terres à Walter de Sewnyhous aux environs du manoir de Bolton, qui est resté en possession de cette famille plus de 500 ans. 
Le nom actuel de la communauté des Hallsenna dérive de ce nom, appelée « Hall Sevenhouse », puis « Hall Senhouse ». 
Seascale faisait partie de l'ancienne paroisse de Gosforth, qui a été divisé en les manoirs de Gosforth, Boonwood, Bolton High Low et Bolton Seascale, qui ont conjointement élu le marguillier (churchwarden) de l'église de Gosforth.
Jusqu’à la fin du XVIIIe siècle Seascale n’a abrité que quelques fermes dispersées. 
À la fin du début du XXe siècle (1850), l’arrivée du chemin de fer (de Furness) cause un agrandissement du village qui cherche à devenir une destination balnéaire de l’époque victorienne (le « Eastbourne du Nord »), souhait qui ne s’est pas vraiment réalisé, malgré la construction de quelques hôtels et de nombreuses maisons destinées à être louées comme villa de vacance. 
Ce fut néanmoins une destination pour des séjours temporaires grâce à un aller-retour facilité par le train. C’était aussi déjà un lieu d’accueil de randonneurs. 
La commune se développe à nouveau en 1879 quand Sir James Ramsden, directeur de Furness Railway, promeut un plan ambitieux pour développer Seascale comme lieu de villégiature. 
Edward Kemp de Birkenhead dessine un grand hôtel, des promenades de mer et des villas, qui auraient étiré le village sur 1,5 mile de la côte. Seules quelques maisons, dont grandes villas victoriennes ont été construites, limitant la périurbanisation et l’artificialisation du littoral. 
L'Hôtel Scawfell, construit à cette époque près de la gare a été démoli en 1997 ; la publicité victorienne de cet hôtel le vantait notamment comme point de départ pour visiter les vallées situées à l’ouest du Lake District.
En 1881, l'« Église de Fer » de St-Cuthbert (Iron Church) est construite, mais soufflée par une tempête en 1884. Bien que reconstruite, elle est vite trop petite pour la communauté qui s’étend. En 1890 une nouvelle église, de pierre est construite, dessinée par Dessinée par C.F. Ferguson, avant qu’en 1886, une autre église, méthodiste, aussi consacrée à Saint-Cuthbert, soit construite à proximité.
Au début du XXe siècle plusieurs grandes maisons victoriennes sont rachetées par des écoles privées avec internat pour deux d’entre elles. 
Il se passe ensuite peu de choses, jusqu’à ce qu’à la fin des années 1930 — entre les deux guerres — des logements soient construits pour les travailleurs de deux usines royales de munitions (Royal Ordnance Factories construites à Sellafield et à Drigg à quelques miles de là.  
Après la Seconde Guerre mondiale, en 1947 pour soutenir le programme nucléaire du pays, on construit à proximité, sur l’ancienne usine de munitions l’immense complexe de Sellafield. La commune après avoir été une ville-dortoir pour les employés des usines de munitions devient celle de Windscale et Calder Hall (1re centrale nucléaire anglaise) dont les sites nucléaires seront plus tard combinés pour donner Sellafield. Plusieurs centaines de nouvelles maisons sont alors construites dans le village pour héberger les scientifiques et techniciens qui ont travaillé sur les nouvelles usines, ce qui fut à l’origine d’un surnom pour Seascale « le village le plus riche en cerveau de Grande-Bretagne ». 
Soixante ans plus tard la plupart des foyers de Seascale avaient encore au moins un membre de la famille travaillant ou ayant travaillé à Sellafield. Le site nucléaire de Sellafield est le principal pourvoyeur d’emploi de tout le West Cumbria et pourrait susceptible de le rester alors que les besoins liés au démantèlement nucléaire des premières centrales et d'autres installations vont augmenter. Il était prévu à la fin du XXe siècle d'y augmenter le nombre d’installations nucléaires, et l'opinion publique semble devoir y rester largement en faveur, tant que cela se traduira par des avantages à la population en général.

## Gouvernance
Les documents administratifs communaux sont accessibles au public. Ils sont conservés deux ans, puis transférés aux archives Cumbria County Council Record Office à Whitehaven.

## Accessibilité par les Transports
Le village est proche de la route A595, et il est desservi par la gare de Seascale sur un l’axe dit Cumbrian Coast Line. 

## Santé et séquelles industrielles
C’est une des quelques zones du monde où les médecins et épidémiologistes ont identifié un cluster de cancer, dit « Seascale cluster » (un cluster de cancer est une occurrence anormalement élevée de cancers, et plus précisément dans ce cas de leucémies touchant de jeunes enfants, qui pourraient ou non être attribués à l’exposition des enfants in utero ou dans leur jeunesse à des radionucléides issus du processus de retraitement des combustibles usagés de l’usine de Sellafield, et/ou éventuellement à des séquelles de pollution de l’ancienne usine d'armement (cf. toxicité des munitions) ou à d’autres causes non encore identifiées).

## Évocation par la littérature
Un auteur victorien célèbre au Royaume-Uni ; George Gissing a placé une partie de l’intrigue de l'un de ses romans The Odd Women à Seascale et dans le Lake District. Gissing a fréquenté la commune quand il était jeune (en 1868-1869) et bien qu'il ait seulement visité Seascale et ses environs quatre fois, ils lui ont laissé une forte impression. Il a utilisé ses souvenirs comme matériel durant 30 années d’écriture.

## Fusillade
La commune est aussi connue du public anglais par une fusillade (« Cumbria shootings ») qui a eu lieu le 2 juin 2010 dans le comté de Cumbria. Un tireur fou, Derrick Bird, chauffeur de taxi de Whitehaven, âgé de 52 ans, a tué douze personnes et blessé environ 25 autres avant de se suicider (à Eskdale). 

Deux de ses victimes ont été abattues à Seascale, et deux autres dans les environs du village voisin de Gosforth où une autre victime a aussi été grièvement blessée.

## Environnement
En termes de paléoenvironnement, la région semble avoir souvent été marécageuse. 
Elle a connu une occupation préhistorique, avec usage fréquent du feu pour déboiser (cf. restes de charbons de bois), bien avant l’expansion des populations humaines. Les ressources naturelles (halieutiques) étaient probablement déjà également exploitées.
Une ferme éolienne offshore a été construite en mer et une réserve naturelle a récemment été créée à proximité de la commune.
Les eaux de la mer d'Irlande ont été considérées par Greenpeace comme parmi les plus polluées du monde en termes de radioactivité à cause des rejets chroniques de Sellafield (équivalent de l'usine de la Hague en France). Une étude publiée en 1998 a relancé une polémique sur la sécurité nucléaire autour du site, car plus de 700 pigeons du village de Seascale ont été trouvés « gravement contaminés par des matières radioactives »,, ce qui démontre une contamination environnementale, alors que selon les responsables gouvernementaux et l’opérateur (BNFL) de sellafield, estiment que si les « groupes critiques » ne se trouvent pas en en danger de dégâts d'irradiation, la population en général est protégée (La notion de groupe critique a été introduite par le CIPR pour désigner un groupe de personnes représentatif des individus qui dans une population risquent le plus d’être exposés aux doses de radioactivité les plus élevées. Les groupes critiques, dans ce cas (ex. : travailleurs du nucléaire) ne semblent pas excessivement exposés aux radionucléides. Les autorités ne semblent pas avoir identifié avant cette annonce les causes et conséquences d'autres voies de contamination, environnementales. Plusieurs études avait déjà infirmé l'hypothèse de l'exposition paternelle comme cause du nombre anormalement élevé de cas de leucémie à Seascale. 
De nombreuses études ont porté sur la population de Seascale et les enfants de mères nées ou ayant vécu à Seascale durant l’activité de Sellafield, sans conclusion consensuelles à ce jour.